# Campioni italiani assoluti di atletica leggera - Maratonina maschile
Questa pagina raccoglie un elenco di tutti i campioni italiani dell'atletica leggera nella maratonina, presente nel programma dei campionati sin dal 1906, fino ad oggi. Solo alcune edizioni non videro assegnato il titolo in questa specialità.
Fino al 1971 si è corso sui 20 km; dal 1972 al 1985 sui 30 km. Solo dal 1986 si corre sulla distanza standard della mezza maratona, 21,097 km. Fino al 1943 era corsa talvolta su strada e talvolta in pista, ma a partire dal 1945 sì è sempre corsa su strada, così come accade oggi.

## Albo d'oro
| Anno                     | Atleta (società)                                         | Prestazione            |
| ------------------------ | -------------------------------------------------------- | ---------------------- |
| 1906 (25 km)             | Pericle Pagliani Società Podistica Lazio                 | 1h33'58"2/5(m strada)  |
| 1907 (20 km)             | Dorando Pietri La Patria Carpi                           | 1h06'27"(m strada)     |
| 1908 (20 km)             | Dorando Pietri La Patria Carpi                           | 1h10'54"3/5(m pista)   |
| 1909 (20 km)             | Pericle Pagliani Società Podistica Lazio                 | 1h11'23"3/5(m strada)  |
| 1910 (20 km)             | Pericle Pagliani Società Podistica Lazio                 | 1h13'00"3/5(m pista)   |
| 1911 (20 km)             | Adolfo Testoni ?                                         | 1h13'31"1/5(m pista)   |
| 1912 (20 km)             | Carlo Speroni Società Ginnastica Pro Patria et Libertate | 1h11'29"2/5(m pista)   |
| 1913 (20 km)             | Carlo Speroni Società Ginnastica Pro Patria et Libertate | 1h07'05"3/5(m pista)   |
| 1914 (20 km)             | Carlo Speroni Società Ginnastica Pro Patria et Libertate | 1h06'36"0(m pista)     |
| 1915                     | Edizioni non disputate                                   | Edizioni non disputate |
| 1916                     | Edizioni non disputate                                   | Edizioni non disputate |
| 1917                     | Edizioni non disputate                                   | Edizioni non disputate |
| 1918                     | Edizioni non disputate                                   | Edizioni non disputate |
| 1919 (20 km)             | Ettore Blasi Fortitudo Roma                              | 1h09'03"0(m pista)     |
| 1920 (20 km)             | Ettore Blasi Fortitudo Roma                              | 1h09'16"3/5(m pista)   |
| 1921 (20 km)             | Ettore Blasi Fortitudo Roma                              | 1h09'35"0(m pista)     |
| 1922 (20 km)             | Ettore Blasi Fortitudo Roma                              | 1h10'18"4/5(m pista)   |
| 1923                     | Gara non in programma                                    | Gara non in programma  |
| 1924                     | Gara non in programma                                    | Gara non in programma  |
| 1925 (25 km)             | Vincenzo D'Amore ?                                       | 1h10'38"4/5(m strada)  |
| 1926 (20 km)             | Stefano Natale Società Podistica Marletti Roma           | 1h14'44"0(m strada)    |
| 1927 (20 km)             | Luigi Rossini ?                                          | 1h10'00"0(m strada)    |
| 1928 (20 km)             | Giovanni Balbusso Club Ciclistico Udinese                | 1h06'54"0(m strada)    |
| 1929 (20 km)             | Luigi Rossini ?                                          | 1h06'11"1/5(m strada)  |
| 1930 (20 km)             | Luigi Rossini ?                                          | 1h08'40"0(m strada)    |
| 1931 (20 km)             | Spartaco Morelli Associazione Sportiva Forlì             | 1h08'04"0(m strada)    |
| 1932 (20 km)             | Simone Paduano ?                                         | 1h18'20"3/5(m strada)  |
| 1933                     | Gara non in programma                                    | Gara non in programma  |
| 1934                     | Gara non in programma                                    | Gara non in programma  |
| 1935                     | Gara non in programma                                    | Gara non in programma  |
| 1936                     | Gara non in programma                                    | Gara non in programma  |
| 1937 (25 km)             | Giovanni Balbusso Club Ciclistico Udinese                | 1h30'01"4/5(m pista)   |
| 1938 (25 km)             | Umberto De Florentis ?                                   | 1h27'53"4(m pista)     |
| 1939 (25 km)             | Savino Resta ?                                           | n/d                    |
| 1940 (25 km)             | Savino Resta ?                                           | 1h27'51"0(m pista)     |
| 1941 (25 km)             | Salvatore Costantino ?                                   | 1h25'07"2/5(m pista)   |
| 1942 (25 km)             | Ettore Padovani ?                                        | 1h23'21"4/5(m pista)   |
| 1943 (25 km)             | Salvatore Costantino ?                                   | 1h24'18"6(m pista)     |
| 1944 (25 km)             | Romano Maffeis ?                                         | 1h26'03"4(m strada)    |
| 1945 (25 km) Alta Italia | Romano Maffeis ?                                         | 1h26'13"3/5(m strada)  |
| 1945 (20 km) Centro-sud  | Osvaldo Marconi ?                                        | cronometraggio assente |
| 1946 (20 km)             | Antonio Carta Gruppo Sportivo Atletica Ogliastra         | 1h10'13"0(m strada)    |
| 1947 (20 km)             | Salvatore Costantino ?                                   | 1h10'07"0(m strada)    |
| 1948 (20 km)             | Pietro Balistreri Atletica Partinico Bagheria            | 1h12'35"0(m strada)    |
| 1949 (20 km)             | Pietro Balistreri Atletica Partinico Bagheria            | 1h07'32"0(m strada)    |
| 1950 (20 km)             | Asfò Bussotti ASSI Giglio Rosso                          | 1h10'36"3(m strada)    |
| 1951 (20 km)             | Egilberto Martufi Capitolino Roma                        | 1h08'41"0(m strada)    |
| 1952 (20 km)             | Asfò Bussotti ASSI Giglio Rosso                          | 1h08'01"0(m strada)    |
| 1953 (20 km)             | Giacomo Peppicelli Testaccina Roma                       | 1h08'19"0(m strada)    |
| 1954 (20 km)             | Agostino Conti ?                                         | 1h07'00"0(m strada)    |
| 1955 (20 km)             | Edoardo Righi ?                                          | 1h09'55"4(m strada)    |
| 1956 (20 km)             | Rino Lavelli ?                                           | 1h06'30"0(m strada)    |
| 1957 (20 km)             | Giacomo Peppicelli ?                                     | 1h03'30"6(m strada)    |
| 1958 (20 km)             | Silvio De Florentiis Società Sportiva Trionfo Ligure     | 1h05'58"0(m pista)     |
| 1959 (20 km)             | Silvio De Florentiis Società Sportiva Trionfo Ligure     | 1h06'04"6(m pista)     |
| 1960 (20 km)             | Silvio De Florentiis Società Sportiva Trionfo Ligure     | 1h03'48"4(m pista)     |
| 1961 (20 km)             | Antonio Ambu Lilion SNIA Varedo                          | 1h02'09"0(m strada)    |
| 1962 (20 km)             | Antonio Ambu Lilion SNIA Varedo                          | 1h05'51"1(m strada)    |
| 1963 (20 km)             | Silvio De Florentiis Società Sportiva Trionfo Ligure     | 1h03'28"0(m strada)    |
| 1964 (20 km)             | Antonio Ambu Lilion SNIA Varedo                          | 1h01'34"8(m strada)    |
| 1965 (20 km)             | Antonio Ambu Lilion SNIA Varedo                          | 59'20"0(m strada)      |
| 1966 (20 km)             | Antonio Ambu Lilion SNIA Varedo                          | 1h02'19"0(m strada)    |
| 1967 (20 km)             | Antonio Ambu Lilion SNIA Varedo                          | 1h07'10"0(m strada)    |
| 1968 (20 km)             | Antonio Ambu Lilion SNIA Varedo                          | 59'51"2(m strada)      |
| 1969 (20 km)             | Gioacchino De Palma ?                                    | 1h02'33"6(m strada)    |
| 1970 (20 km)             | Gioacchino De Palma ?                                    | 1h04'11"4(m strada)    |
| 1971 (20 km)             | Francesco Amante CUS Torino                              | 59'42"2(m strada)      |
| 1972 (30 km)             | Renato Martini CUS Torino                                | 1h40'21"0(m strada)    |
| 1973 (30 km)             | Italo Tentorini ?                                        | 1h33'27"6(m strada)    |
| 1974 (30 km)             | Giuseppe Cindolo ?                                       | 1h33'50"0(m strada)    |
| 1975 (30 km)             | Paolo Accaputo ?                                         | 1h39'06"4(m strada)    |
| 1976 (30 km)             | Franco Fava Gruppi Sportivi Fiamme Gialle                | 1h35'37"0(m strada)    |
| 1977 (30 km)             | Paolo Accaputo ?                                         | 1h36'59"5(m strada)    |
| 1978 (30 km)             | Massimo Magnani CUS Ferrara                              | 2h16'46"0(m strada)    |
| 1979 (30 km)             | Gianpaolo Messina CUS Torino                             | 1h35'28"0(m strada)    |
| 1980 (30 km)             | Paolo Accaputo ?                                         | 1h32'30"7(strada)      |
| 1981 (30 km)             | Massimo Magnani CUS Ferrara                              | 1h35'19"7(m strada)    |
| 1982 (30 km)             | Alessandro Rastello ?                                    | 1h33'48"0(m strada)    |
| 1983 (30 km)             | Vito Basiliana ?                                         | 1h35'36"0(strada)      |
| 1984 (30 km)             | Vito Basiliana ?                                         | 1h41'10"1(strada)      |
| 1985 (25 km)             | Loris Pimazzoni Atletica Riccardi                        | 1h15'31"0(strada)      |
| 1986                     | Salvatore Bettiol CUS Ferrara                            | 1h04'20"0              |
| 1987                     | Davide Bergamini ?                                       | 1h04'23"0(m)           |
| 1988                     | Salvatore Bettiol CUS Ferrara                            | 1h02'59"0              |
| 1989                     | Walter Durbano Keyco Half Marathon                       | 1h03'27"0              |
| 1990                     | Gelindo Bordin ?                                         | 1h03'38"2              |
| 1991                     | Raffaello Alliegro Free-Zone                             | 1h04'39"0              |
| 1992                     | Vincenzo Modica Gruppo Sportivo Fiamme Oro               | 1h03'06"0              |
| 1993                     | Vincenzo Modica Gruppo Sportivo Fiamme Oro               | 1h03'11"0              |
| 1994                     | Vincenzo Modica Gruppo Sportivo Fiamme Oro               | 1h02'20"0              |
| 1995                     | Stefano Baldini Calcestruzzi Corradini Excelsior         | 1h02'32"0              |
| 1996                     | Danilo Goffi Centro Sportivo Carabinieri                 | 1h02'42"0              |
| 1997                     | Francesco Ingargiola Polisportiva Atletica Mazara        | 1h03'11"0              |
| 1998                     | Stefano Baldini Calcestruzzi Corradini Excelsior         | 1h03'06"0              |
| 1999                     | Daniele Caimmi Gruppi Sportivi Fiamme Gialle             | 1h03'03"               |
| 2000                     | Rachid Berradi Gruppo Sportivo Forestale                 | 1h01'51"               |
| 2001                     | Stefano Baldini Calcestruzzi Corradini Excelsior         | 1h03'03"               |
| 2002                     | Giuliano Battocletti Atletica Valli di Non e Sole        | 1h00'47"               |
| 2003                     | Michele Gamba Gruppi Sportivi Fiamme Gialle              | 1h02'48"               |
| 2004                     | Stefano Baldini Calcestruzzi Corradini Excelsior         | 1h02'44"               |
| 2005                     | Fabio Mascheroni Calcestruzzi Corradini Excelsior        | 1h04'58"               |
| 2006                     | Stefano Baldini Calcestruzzi Corradini Excelsior         | 1h02'55"               |
| 2007                     | Giuliano Battocletti Atletica Valli di Non e Sole        | 1h03'14"               |
| 2008                     | Federico Simionato Running Club Futura                   | 1h05'15"               |
| 2009                     | Stefano Baldini Calcestruzzi Corradini Excelsior         | 1h03'48"               |
| 2010                     | Ruggero Pertile Assindustria Sport Padova                | 1h13'14"               |
| 2011                     | Francesco Bona Centro Sportivo Aeronautica Militare      | 1h03'52"               |
| 2012                     | Stefano La Rosa Centro Sportivo Carabinieri              | 1h07'46"               |
| 2013                     | Gianmarco Buttazzo Atletica Casone Noceto                | 1h03'25"               |
| 2014                     | Daniele Meucci Centro Sportivo Esercito                  | 1h02'44"               |
| 2015                     | Andrea Lalli Gruppi Sportivi Fiamme Gialle               | 1h02'53"               |
| 2016                     | Daniele D'Onofrio Nuova Atletica Isernia                 | 1h02'34"               |
| 2017                     | Yassine Rachik Atletica Casone Noceto                    | 1h02'13"               |
| 2018                     | Ahmed El Mazoury Atletica Casone Noceto                  | 1h04'03"               |
| 2019                     | Nekagenet Crippa Trieste Atletica                        | 1h05'15"               |
| 2020                     | Daniele D'Onofrio Gruppo Sportivo Fiamme Oro             | 1h03'15"               |
| 2021                     | Iliass Aouani Atletica Casone Noceto                     | 1h02'57"               |
| 2022                     | Yohanes Chiappinelli Centro Sportivo Carabinieri         | 1h00'45"               |
| 2023                     | Nekagenet Crippa Centro Sportivo Esercito                | 1h02'40"               |
| 2024                     | Pietro Riva Centro Sportivo Esercito                     | 1h02'47"               |